# پارک جو هی
پارک جو هی (کره‌ای: 박주희؛ زادهٔ ۲۸ اوت ۱۹۸۷) بازیگر اهل کره جنوبی است. او به خاطر ایفای نقش در مجموعه‌های تلویزیونی فردا با تو, کارآگاه روح, زندگی طلایی من, تماشاگر و شادی شناخته می‌شود. او همچنین در فیلم‌های ایلانگ: تشکیلات گرگ و قشر مرفه ایفای نقش کرده است.